# ティム・バートンのアラジンと魔法のランプ
「ティム・バートンのアラジンと魔法のランプ」（"Aladdin and His Wonderful Lamp"）は、1986年にオムニバスドラマ『フェアリーテール・シアター』の1エピソードとして放送されたテレビドラマ作品である。

## 概要
1982年から1987年まで、アメリカ合衆国で製作されたオムニバスドラマ『フェアリーテール・シアター』の第5シリーズのエピソード1として製作された。番組のプロデューサーで女優のシェリー・デュヴァルがストーリーテラーを務めている。監督にはデュヴァルが以前出演した『フランケンウィニー』の監督を務めた若き日のティム・バートンが担当しており、『フランケンウィニー』へ出演した際にデュヴァルがバートンの才能を高く評価して同番組の監督に抜擢した。ミニチュアや合成などを用いたテレビ的な演出が目立つが、アラジンが訪れる洞穴の中のデザインや細かな小道具などに至るまで、バートン監督作品の個性や特色を垣間見ることができる。
キャストには主役のロバート・キャラダインをはじめ、『スター・ウォーズ』シリーズでダースベーダーの声を演じたジェームズ・アール・ジョーンズがランプの精・ジーニーに、『スター・トレック』などで知られるレナード・ニモイが悪い魔術師を演じている。
アメリカ国内では1986年にテレビ放映され、日本ではサンリオからVHSビデオが発売された。また、2009年に株式会社トランスフォーマーから単品DVDおよび同ドラマのDVD-BOXとしても発売されている。

## ストーリー
遠い昔のある国にアラジン（ロバート・キャラダイン）という青年がいた。どちらかと言えば怠け者と見られがちなアラジンだったが、心優しい青年だった。ある日、そんなアラジンの元に、アラジンの叔父だという男（レナード・ニモイ）が現れる。男はアラジンの死んだ父親の兄弟だと言い、アラジンに一つの頼みごとをする。その頼みごととは、砂漠の地下にある不思議な洞穴から、古びたランプを持ってきてもらいたいというものだった。嫌がるアラジンだったが、男から強引に穴に落としこまれたことで男の要求を飲まざるを得なくなる。
仕方なく薄暗い洞穴を突き進むと男が言っていたように本当にランプが置かれていた。恐る恐るランプを取り、男の下へ走って戻ると、意地悪な男はアラジンとランプを残したまま洞穴の入り口を閉じてしまう。薄暗い洞穴に閉じ込められ、外に出る術もなく、途方にくれるアラジン。すると、洞穴に落とす前に男がアラジンに手渡した「護身用」の指輪から、指輪の精（ジェームズ・アール・ジョーンズ）が現れ…。

## スタッフ・キャスト

### 出演者
- アラジン - ロバート・キャラダイン
- ランプの精、指輪の精 - ジェームズ・アール・ジョーンズ
- モロッコ人の悪い魔術師 - レナード・ニモイ
- サブリナ姫 - ヴァレリー・バーティネリ
- 王様 - ジョゼフ・メイハー
- 番組ホスト - シェリー・デュヴァル

### スタッフ
- 監督：ティム・バートン
- 製作：シェリー・デュヴァル、ほか
- 脚本：マーク・カーティス、ほか
- 音楽：デヴィッド・ニューマン
- 編集：マルコ・ザッピア